# Pucciniastrum sparsum
Pucciniastrum sparsum är en svampart som först beskrevs av Georg Winter, och fick sitt nu gällande namn av Eduard Fischer 1904. Pucciniastrum sparsum ingår i släktet Pucciniastrum och familjen Pucciniastraceae.   Inga underarter finns listade i Catalogue of Life.